# 徳島経済研究所
公益財団法人徳島経済研究所（こうえきざいだんほうじんとくしまけいざいけんきゅうじょ）は、徳島県徳島市西船場町に本拠を構える阿波銀行系列のシンクタンク。

## 事業内容
- 地域経済・産業動向、企業経営、地域の活性化に関する調査研究並びに資料、情報等の収集及び提供。
- 前号に関する講演会、研究会等の開催。
- 機関誌等出版物の発行。
- その他目的を達成するために必要な事業。

## 概要
- 本部所在地：〒770-0901 徳島県徳島市西船場町二丁目12番地 (阿波銀行第2別館4階)
- 基金：2億円[1]
- 設立者：株式会社阿波銀行全額寄附
- 設立日：1985年（昭和60年）3月20日
- 理事長：西宮映二